# Naikap Purano Bhanjyang
Naikap Purano Bhanjyang es un pueblo ubicado en el distrito de Katmandú, provincia de Bagmati, Nepal.

## Superficie
Cuenta con una superficie de 1,742 kilómetros cuadrados.

## Demografía
Datos hasta 2015
- Población: 3241 habitantes.[1]
- Densidad de población: 1,860 habitantes por kilómetro cuadrado.[1]
- Población masculina: 1632 (50,3%).[1]
- Población femenina: 1609 (49,7%).[1]